# Christoph Leitgeb
Christoph Leitgeb (Graz, 4. travnja 1985.) bivši je austrijski nogometaš. 
Dana 23. svibnja 2006. je prvi put nastuio za seniorsku reprenzentaciju Austrije u utakmici protiv Hrvatske koja je završila s porazom od 1:4 domaćih.